# Remelana davisi
Remelana davisi is een vlinder uit de familie van de Lycaenidae. De wetenschappelijke naam van de soort is voor het eerst geldig gepubliceerd in 1975 door Jumalon.